# Monocrotophos
Le monocrotophos est une substance active de produit phytosanitaire insecticide organophosphoré. 
Du fait de sa très forte toxicité, ce produit est interdit en France, dans la Communauté Européenne et aux États-Unis (depuis 1991).

## Toxicité
Le monocrotophos est hautement toxique, portant atteinte au système nerveux. De nombreux accidents ont été reportés.
Des neuropathies ont été observées pour des expositions chroniques.
Exposition aigüe :
- DL50 rat (orale) : 23 mg·kg-1 (males) et 18 mg·kg-1 (femelles).
- DL50 rat (cutanée): 354 mg·kg-1
- Homme: L'ingestion de 120 mg de monocrotophos est mortelle.
- NOEL rat (limite d'effet détectés) :  0,03 mg·kg-1.

Le monocrotophos est très toxique pour les oiseaux.

## Production dans le monde
En dépit de sa toxicité pour l'homme et l'environnement, et de son interdiction par les pays signataires de la convention de Rotterdam, le monocrotophos continue à être fabriqué en Chine, en Inde (Tata Chemicals) et au Mexique.

Synthèse du monocrotophos

30 000 tonnes de monocrotophos sont répandues chaque année dans le monde (43 % en Inde, 26 % en Amérique du Sud et 15 % en Chine).

## Accidents
Épandu sur les cultures d'une façon non spécifique, une part importante des fruits et légumes traités est contaminée dans les pays où le monocrotophos est utilisé.
En 2013, en Inde, 23 enfants du village de Masrakh, district de Saran, dans l'état du Bihar, sont morts à cause de cette substance.